# Willem van de Velde, o Velho

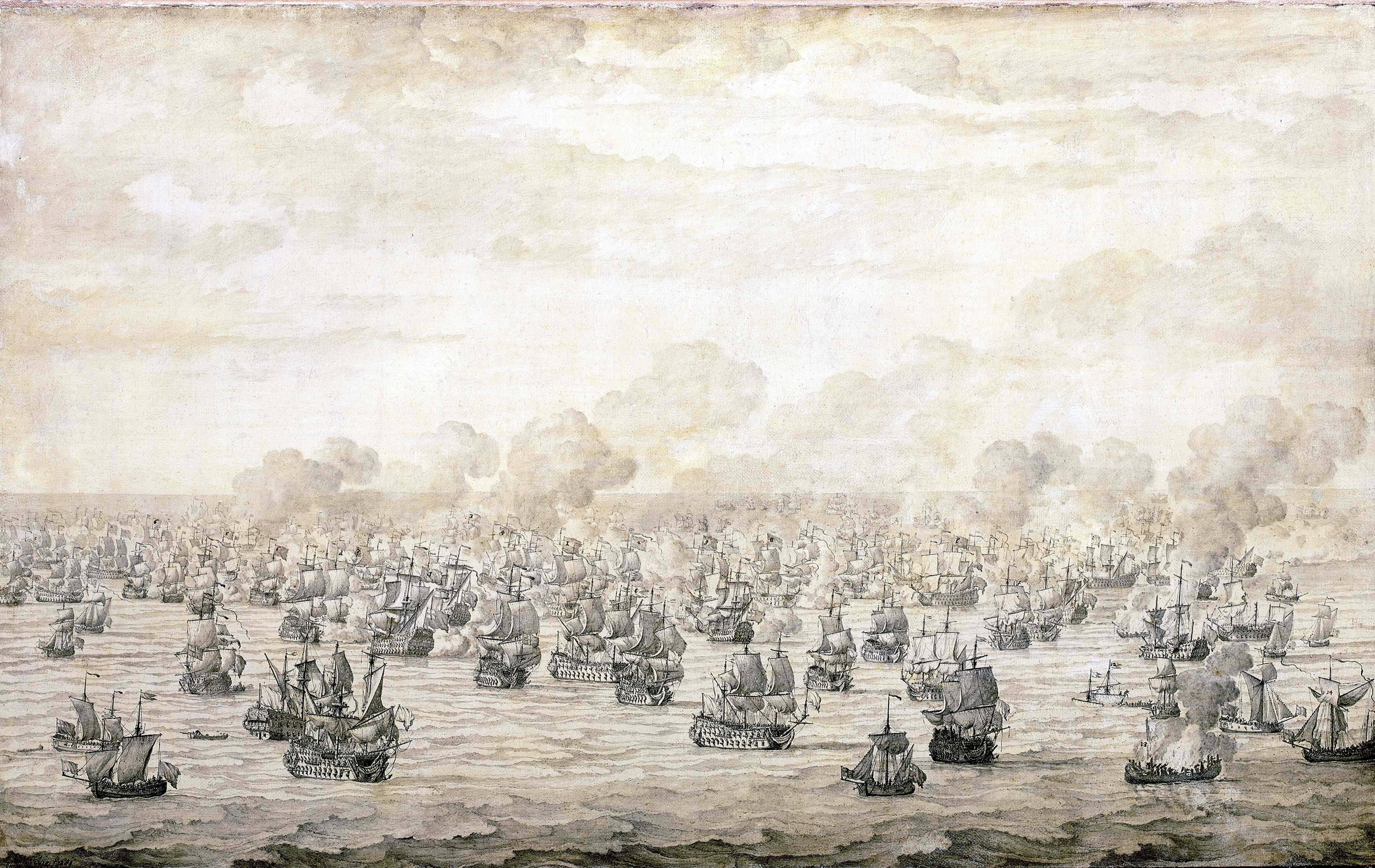
A Batalha de Schooneveld, 7 de Junho de 1673, por Willem van de Velde, pintado em 1674.

Willem van de Velde (c. 1611, Leiden – 13 de Dezembro de 1693, Greenwich), conhecido como O Velho, foi um pintor e desenhista de navios nascido em Leiden, na Holanda. Era filho de um capitão flamengo, Willem Willemsz. Van de Velde, e diziam que havia “nascido para o mar”. Em 1706, Bainbrigg Buckeridge percebeu que Willem “entendia bastante de navegação”. Na sua juventude, foi marinheiro. A sua especialidade como pintor eram os barcos. Foi artista oficial da frota holandesa por um certo período, estando presente na Batalha de Quatro Dias e na Batalha de St. James, para elaborar esboços.
Em 1672, Willem entrou a serviço de Carlos II de Inglaterra, no tempo em que a República das Sete Províncias Unidas dos Países Baixos estava em guerra com a Inglaterra (Terceira Guerra Anglo-Holandesa).
Ele casou com Judith Adriaensdochter van Leeuwen em Leiden, na Holanda, em 1631.
Os seus 3 filhos legítimos conhecidos eram: Magdalena, nascida em 1632; Willem, conhecido como 'O Novo', que também foi um pintor naval, nascido em 1633; e Adrien, um pintor de paisagens, nascido em 1636.
O casamento de Willem foi turbulento, pelo menos em seus últimos anos. David Cordingly relata que O Velho foi pai de duas crianças fora do casamento em 1653. Uma delas de uma servente e a outra de uma amiga dela. 9 anos depois, Willem e sua esposa se separaram legalmente. Michael S. Robinson anotou que em Julho de 1662, “ele e sua esposa concordaram em se separarem. Uma condição da separação foi que O Velho pudesse recuperar ‘dois presentes reais’ de seu filho Adriaen, provavelmente presentes de Charles II por trabalhos realizados na Inglaterra”. Cordingly apresenta relatos que mostram que a disputa continuou após dez anos, desde “1672 Judith reclamava para mulher do marido”. Robinson adiciona que em 1674 o casal “deve ter se reconciliado”, pois Willem O Velho explicou, em um encontro com Pieter Blaeu em Julho, em Amsterdã, que ele só estava visitando por poucos dias para “buscar sua esposa”. Seu filho, Adriaen, morreu em Amsterdã em 1672, e Willem também procurava por seu neto, também chamado Adriaen, que tinha 2 anos.
Depois de sua mudança para a Inglaterra (que tem data incerta), entre o final de 1672 e o começo de 1673, ele disse que viveu com a família em East Lane, em Greenwich, e que usou a Queen’s House, agora parte do Museu Marítimo Nacional da Inglaterra, como um estúdio. Após a ascensão de William III e Mary II como Rei e Rainha da Inglaterra, parece que seus benefícios não foram mais garantidos, e em 1691 ele estava vivendo em Sackville Street, agora próximo ao Circo Piccadilly. Ele morreu em Londres e foi enterrado na Igreja St James, no final sul da rua.

## Carreira Profissional
Ele foi o artista oficial da frota Holandesa por um período. Trabalhava com a biografia de artistas, como Arnold Houbraken, Gerard Brandt e do Almirante Michiel de Ruyter. Ganhou uma comissão da marinha em Londres. 
Seus quadros mais famosos são: 
·        O Conselho de Batalha na Província de De Zeven, de 1666
·        Galeria e Travessão, 1667
·        A Desistência do Príncipe Real
·        A Batalha de Terheide, 1657, comemorando a Batalha de Scheveningen em 10 de Agosto de 1653
·         A Batalha de Schooneveld, 1674, comemorando a Batalha de Schooneveld em 7 de Junho de 1673